# El guerrer del bosc
El guerrer del bosc (títol original: Forest Warrior) és un film d'Aaron Norris estrenada l'any 1996. Ha estat doblada al català.

## Argument
Aquest film posa en escena Chuck Norris sobre el tema del xamanisme. Aquest film és a la vegada una comèdia pels nens, però també pels més grans, un film iniciàtic i esotèric. El personatge de Jeremiah McKenna (interpretat per Chuck Norris) fa evolucionar al món de la màgia ameríndia, i ensenya que el bosc és un temple que cal respectar. Les ànimes són representades per l'os, l'àguila i el llop, animals ben coneguts al xamanisme de les tribus ameríndies de l'Oest. Aquest film ens presenta igualment imatges superbes del bosc de Tanglewood, del rodatge fet a Oregon.
La intriga té lloc al voltant de joves que decideixen protegir el bosc contra les idees d'un promotor immobiliari, disposat a tot per destruir aquest lloc de pau i harmonia. Jeremiah McKenna vindrà en auxili dels nens, i els fans de Chuck Norris apreciaran els seus cops de karate contra els dolents. El film es un himne a la naturalesa, a la iniciació xamanica, al respecte a la terra i a la cultura ameríndia.
Aquest film és un hapax a la carrera cinematogràfica de Chuck Norris, el seu registre és molt diferent d'altres produccions d'Aaron Norris, per aquest caràcter veritablement esotèric sota la cobertura d'una comèdia per tots els públics.
A El guerrer del bosc l'actor Chuck Norris ret homenatge als seus orígens amerindis.

## Repartiment
- Chuck Norris: John McKenna
- Terry Kiser: Travis Thorne
- Max Gail: xèrif Ramsey
- Michael Beck: Arlen Slaighter
- Roscoe Lee Browne: Clovis Madison
- Loretta Swit: Shirley